# Wabua eungella
Espèce
Wabua eungella est une espèce d'araignées aranéomorphes de la famille des Stiphidiidae.

## Distribution
Cette espèce est endémique du Queensland en Australie. Elle se rencontre dans les monts Clarke.

## Description
La carapace de la femelle holotype mesure 1,9 mm de long sur 1,4 mm de large, son abdomen 2,0 mm de long sur 1,3 mm de large. La carapace du mâle paratype mesure 1,9 mm de long sur 1,5 mm de large, son abdomen 2,0 mm de long sur 1,3 mm de large.

## Étymologie
Son nom d'espèce lui a été donné en référence au lieu de sa découverte, Eungella.

## Publication originale
- Davies & Lambkin, 2000 : Wabua, a new spider genus (Araneae: Amaurobioidea: Kababinae) from north Queensland, Australia. Memoirs of the Queensland Museum, vol. 46, p. 129-147 (texte intégral).